# 平之荘神社
平之荘神社（へいのそうじんじゃ）、兵庫県加古川市平荘町（へいそうちょう）山角（もと印南荘・平荘（へいのしょう）山角村、印南郡山角村、印南郡平荘村大字山角）にある神社。別称「幣之宮（へいのみや）」

## 祭神
- 平之荘大神（建速素戔嗚尊）（主祭神[1]） – もとは若一王子権現
- 天照皇大神
- 保食大神
- 大国主大神
- 誉田別大神／八幡神
- 子守大神
- 菅公（天満大自在天神／菅原道真公）

## 境内社
- 金刀比羅社 – 大物主神（金毘羅権現）

## 由緒
平之荘神社は、和銅6年（713年）紀州熊野権現より移し奉ったと伝えられ、報恩寺とともに同寺院の鎮守社として栄えた。建治元年（1275年）、平の荘（幣の荘）若一王子権現と称され、中世播磨守護赤松則村の崇敬を受け、その後姫路藩池田公より代々五石の朱印を受けて来た。当初の社殿は永正2年（1505年）の火災により焼失したが、貞享年間に再建された。棟札としては享保18年（1733年）に修復をしたことが残されている。
明治2年に平之荘神社と改められ、明治6年郷社に列格された。異説として「益氣物語」には伊佐那岐・伊佐那美二尊と天照大神を益氣の山に奉り、平荘・志方荘・名古瀬荘の三荘の人々が崇敬したが、山火事の時中山へ移し奉った。後に中山の宮を奥宮とし、平荘山角村に大社を造営し信崇したのが当社のおこりだともある。

## 文化財
- 神輿（加古川市指定有形文化財） – 神輿屋根内部から応安3年（1370年）の墨書き棟札が発見される。構造は八角形高御座形式である。
- 板碑（加古川市指定有形文化財） – 石棺の側石を利用して弥陀三尊種子・釈迦三尊種子が彫られている。弘安2年（1278年）の銘がある。

## 施設
- 本殿・幣殿・拝殿 – 慶安元年（1648年）
- 割拝殿 – 慶安元年（1648年）
- 神輿舎・神馬舎 – 文久年間
- 能舞台 – 貞享5年（1688年）
- 随身門
- 社務所
- 手水舎
- 常夜灯 – 天保13年（1842年）
- 鳥居 – 天保12年（1841年）

## 祭事
- 月次祭 – 毎月1日
- 夏季例大祭（7月海の日の前日） – 湯立て神事（夏負けの防止）・輪踊り
- 秋季例大祭 – 本宮（10月体育の日の前日） – 獅子舞奉納・屋台練り・御旅所神事
- 国恩祭 – 11年に1度、5月頃行われる。前回は2016年（平成28年）、次回は2027年に催行予定

## アクセス
神姫バス加古川駅バス停より「都台」行き約20分 山角バス停下車 東へ徒歩3分

## 周辺
- 印南山報恩寺 – 高野山真言宗
  - 岩佐岐稲荷
- 加古川市立平荘小学校
- 平荘郵便局
- 法華寺播磨別院